# Gleitschuh

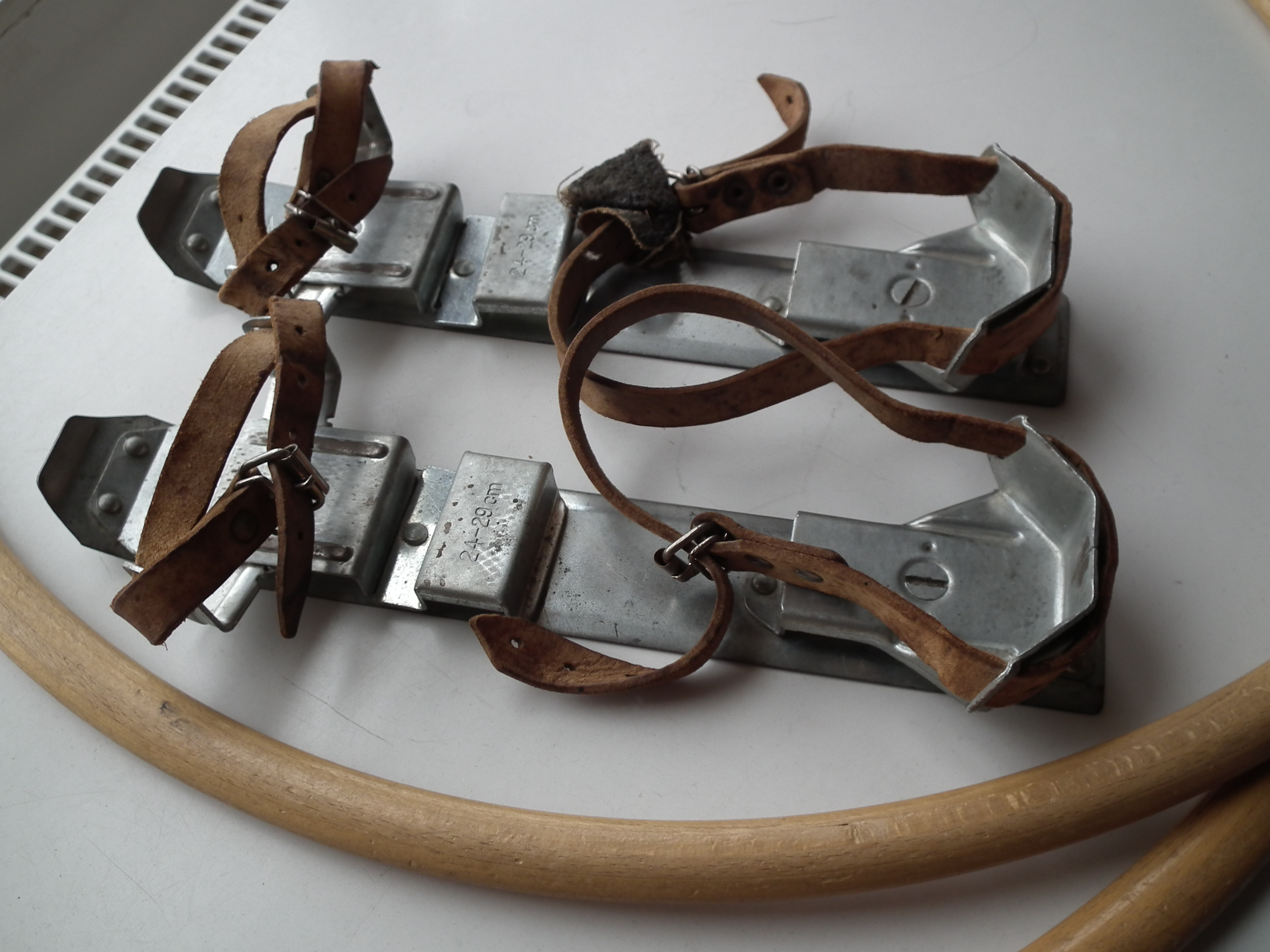
Gleitschuh von Germina

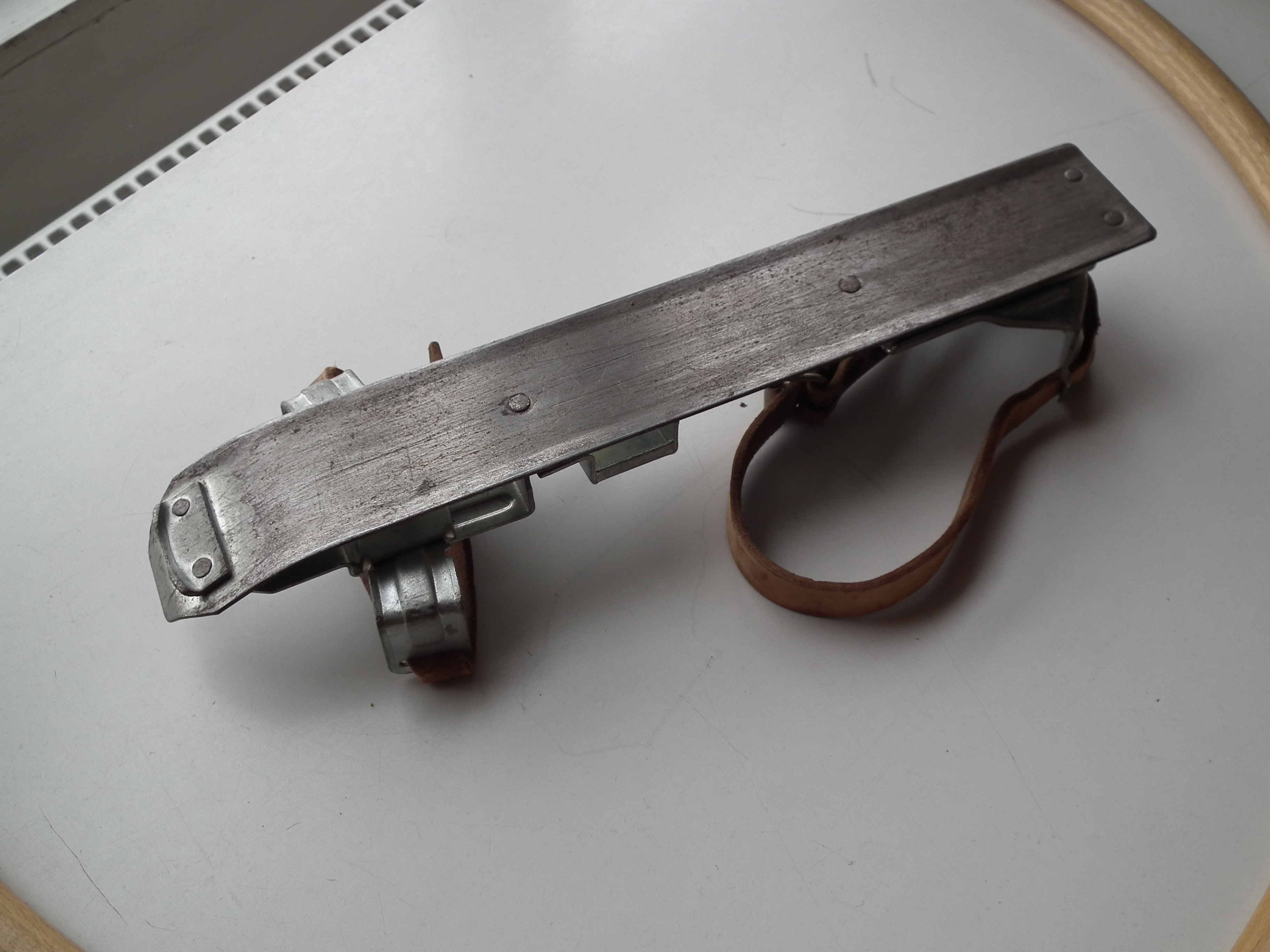
Unterseite eines Gleitschuhes von Germina

Gleitschuhe, gelegentlich auch als Schneegleiter bezeichnet, sind ein Wintersportgerät zur rutschenden Fortbewegung auf dünnem oder verfestigtem Schnee sowie auf Eisoberflächen. Sie besitzen entweder ähnlich wie Ski eine glatte Lauffläche und werden in dieser Form vor allem auf Schnee eingesetzt, oder sind als sogenannte Doppelkufengleiter mit zwei parallel angeordneten schmalen Kufen ausgestattet und dann vorrangig für die Nutzung auf Eis vorgesehen. Gleitschuhe bestehen aus Stahl und werden mit Riemen oder ähnlichen Vorrichtungen an handelsüblichen Schuhen befestigt. Ihre Länge entspricht bei beiden Varianten etwa der Größe des Schuhs, die Breite mit rund fünf bis sieben Zentimetern etwa der eines Langlaufskis.
Gleitschuhe sind in der Regel deutlich preiswerter als Ski oder Schlittschuhe und aufgrund ihrer geringen Größe einfach zu transportieren. Sie werden vorwiegend von Kindern und Jugendlichen sowie praktisch ausschließlich im Freizeitsportbereich genutzt. Die Fortbewegung auf Gleitschuhen ist vergleichsweise leicht erlernbar und aufgrund der moderaten Geschwindigkeiten relativ ungefährlich. Der Bewegungsablauf ähnelt dem Laufen auf Schlittschuhen oder Rollschuhen beziehungsweise dem Skating-Stil beim Skilaufen. Auf Schnee können außerdem Skistöcke zur Unterstützung sowie zum Laufen ähnlich dem klassischen Skilauf-Stil verwendet werden.
Der in Gleitschuhen verwendete kälteelastische Federstahl wird heute noch nur von wenigen Stahlwerken in der Welt hergestellt.
Neuzeitlich ist ein neuer Gleitschuh von zwei Tschechen unter dem Namen „Snowfeet“ entwickelt und auf den Markt gekommen.